# Christian E. Elger
Christian Erich Elger (* 21. Oktober 1949 in Augsburg) ist ein deutscher Neurologe und Epileptologe.

## Leben
Nach dem Abitur 1968 in Stuttgart studierte Elger zunächst Mathematik und Chemie in Tübingen. Er wechselte nach Münster und studierte dort Medizin. 1976 promovierte er und erhielt seine Approbation.
Von 1976 bis 1982 war er Assistent am Physiologischen Institut der Universität Münster (bei dem Neurophysiologen und Bildhauer Erwin-Josef Speckmann) mit Habilitation für Physiologie 1982. Anschließend absolvierte er bis 1985 seine Weiterbildung zum Arzt für Neurologie in Münster, Memphis (USA) und Zürich (Schweiz).
Von 1985 bis 1987 war Elger Oberarzt an der Klinik für Neurologie der Universität Münster. 1986 wurde seine Venia legendi für das Fach Neurologie erweitert.
Seit 1987 ist er Professor für Epileptologie an der Universität Bonn, von 1990 bis 2018 (Pensionierung) als Ordinarius und Direktor der Klinik für Epileptologie am Universitätsklinikum Bonn (als Nachfolger von Heinz Penin). 2017 Mitgründer des Beta Internationalen Epilepsie Centrums (Beta IEC) an der privaten Beta Klinik in Bonn mit Tätigkeit dort ab 2018.
Von 1997 bis 1999 war er Erster Vorsitzender der Deutschen Sektion der ILAE (seit 2004: Deutsche Gesellschaft für Epileptologie).
2001 gründete er mit anderen Neurowissenschaftlern die Initiative „Jahrzehnt des menschlichen Gehirns“ (siehe Dekade des Gehirns). Im selben Jahr wurde er zudem in die Nordrhein-Westfälische Akademie der Wissenschaften und der Künste gewählt. 2002 wurde das von ihm mitbegründete Life and Brain-Forschungszentrum neben der 2000 ebenfalls neu eröffneten Klinik eingeweiht. Seit 2009 ist Elger Direktor des Centers for Economics and Neuroscience (CENs) der Universität Bonn.

## Auszeichnungen und Preise
- 1983 Michael-Preis der Stiftung Michael
- 1984 Alfred-Hauptmann-Preis des Epilepsiekuratoriums (1990 erneut als Mitglied einer Arbeitsgruppe)
- 1997 Fellow of the Royal College of Physicians (FRCP), London
- 2005 Ambassador for Epilepsy durch die Internationale Liga gegen Epilepsie (ILAE) und das Internationale Büro für Epilepsie (IBE)
- 2005 Zülch-Preis der Gertrud-Reemtsma-Stiftung in der Max-Planck-Gesellschaft
- 2010 Hans-Berger-Preis der Deutschen Gesellschaft für Klinische Neurophysiologie und Funktionelle Bildgebung
- 2011 Victor and Clara Soriano Award der World Federation of Neurology
- 2012 Europäischer Epileptologie-Preis der Internationalen Liga gegen Epilepsie (ILAE)
- 2015 William G. Lennox-Award der US-amerikanischen Epilepsiegesellschaft (American Epilepsy Society; AES)
- 2017 Moritz Romberg Lecture der European Academy of Neurology (EAN)
- 2019 Otfrid-Foerster-Medaille der Deutschen Gesellschaft für Epileptologie